# Musculus corrugatus
Musculus corrugatus är en musselart som först beskrevs av William Stimpson 1851.  Musculus corrugatus ingår i släktet Musculus och familjen blåmusslor. Inga underarter finns listade i Catalogue of Life.